# Władysław Kosiniak-Kamysz
Władysław Marcin Kosiniak-Kamysz (Cracovia, 10 agosto 1981) è un politico e medico polacco, Vicepresidente del Consiglio dei Ministri della Polonia dal 13 dicembre 2023.

## Biografia
Dal 2015 è presidente del Partito Popolare Polacco (PSL), di centro e centro-destra. Dal 2011 al 2015 è stato Ministro del Lavoro e degli Affari sociali nei governi di Donald Tusk ed Ewa Kopacz. Candidatosi alle elezioni presidenziali polacche del 2020, ha ottenuto il 2,36% dei voti giungendo al quinto posto.